# Рычковский сельсовет (Курганская область)
Рычковский сельсовет — упразднённые административно-территориальная единица и муниципальное образование (сельское поселение) в Белозерском районе Курганской области.
Административный центр — село Рычково.
9 января 2022 года сельсовет был упразднён в связи с преобразованием муниципального района в муниципальный округ.

## История

### Рычковский сельсовет (1919—1954)
Рычковский сельсовет образован в 1919 году в Иковской волости Курганского уезда.
Постановлениями ВЦИК от 3 и 12 ноября 1923 года в составе Курганского округа Уральской области РСФСР образован Белозерский район, который 17 января 1934 года включён в состав Челябинской области, а 6 февраля 1943 года в состав Курганской области.
Указом Президиума Верховного Совета РСФСР от 14 июня 1954 года Рычковский сельсовет объединён с Иковским и Кошкинским сельсоветами в Кошкинский сельсовет. 

### Кошкинский (с 1972 — Рычковский) сельсовет
В 1919 году в Иковской волости Курганского уезда был образован Кошкинский сельсовет.
Постановлениями ВЦИК от 3 и 12 ноября 1923 года в составе Курганского округа Уральской области РСФСР образован Белозерский район, который 17 января 1934 года включён в состав Челябинской области, а 6 февраля 1943 года в состав Курганской области.
Указом Президиума Верховного Совета РСФСР от 14 июня 1954 года объединён с упразднёнными Иковским и Рычковским сельсоветами.
1 февраля 1963 года Белозерский район упразднён, Кошкинский сельсовет включён в состав Каргапольского сельского района.
3 марта 1964 года Кошкинский сельсовет включён в состав Кетовского сельского района.
12 января 1965 года вновь образован Белозерский район.
Решением Курганского облисполкома от 22 декабря 1972 года Кошкинский сельсовет переименован в Рычковский сельсовет.

## Население
| 1926 | 1989  | 2002 | 2004  | 2010 | 2012 | 2013 |
| ---- | ----- | ---- | ----- | ---- | ---- | ---- |
| 1933 | ↘1137 | ↘969 | ↗1002 | ↘915 | ↘908 | ↗925 |
| 2014 | 2015  | 2016 | 2017  | 2018 | 2019 | 2020 |
| ↗935 | ↘930  | ↗940 | ↗954  | ↗979 | ↗990 | ↘974 |

## Состав сельского поселения
| № | Населённый пункт | Тип населённого пункта       | Население |
| - | ---------------- | ---------------------------- | --------- |
| 1 | Говорухино       | деревня                      | ↗11       |
| 2 | Иковское         | деревня                      | ↘51       |
| 3 | Кошкино          | село                         | ↘79       |
| 4 | Редькино         | деревня                      | ↘359      |
| 5 | Русаково         | деревня                      | ↗49       |
| 6 | Рычково          | село, административный центр | ↘366      |

## Местное самоуправление
Администрация сельсовета
641363, Курганская область, Белозерский район, с. Рычково, ул. Советская, 6.

## Руководители
- с 1954 года (укрупнённый Кошкинский сельсовет) — Федоров Михаил Федорович
- Волынских Лидия Георгиевна
- март 1990 года — ноябрь 1996 года — Ефимов Анатолий Владимирович
- Фатькина Нина Михайловна